# 鹿回頭公園

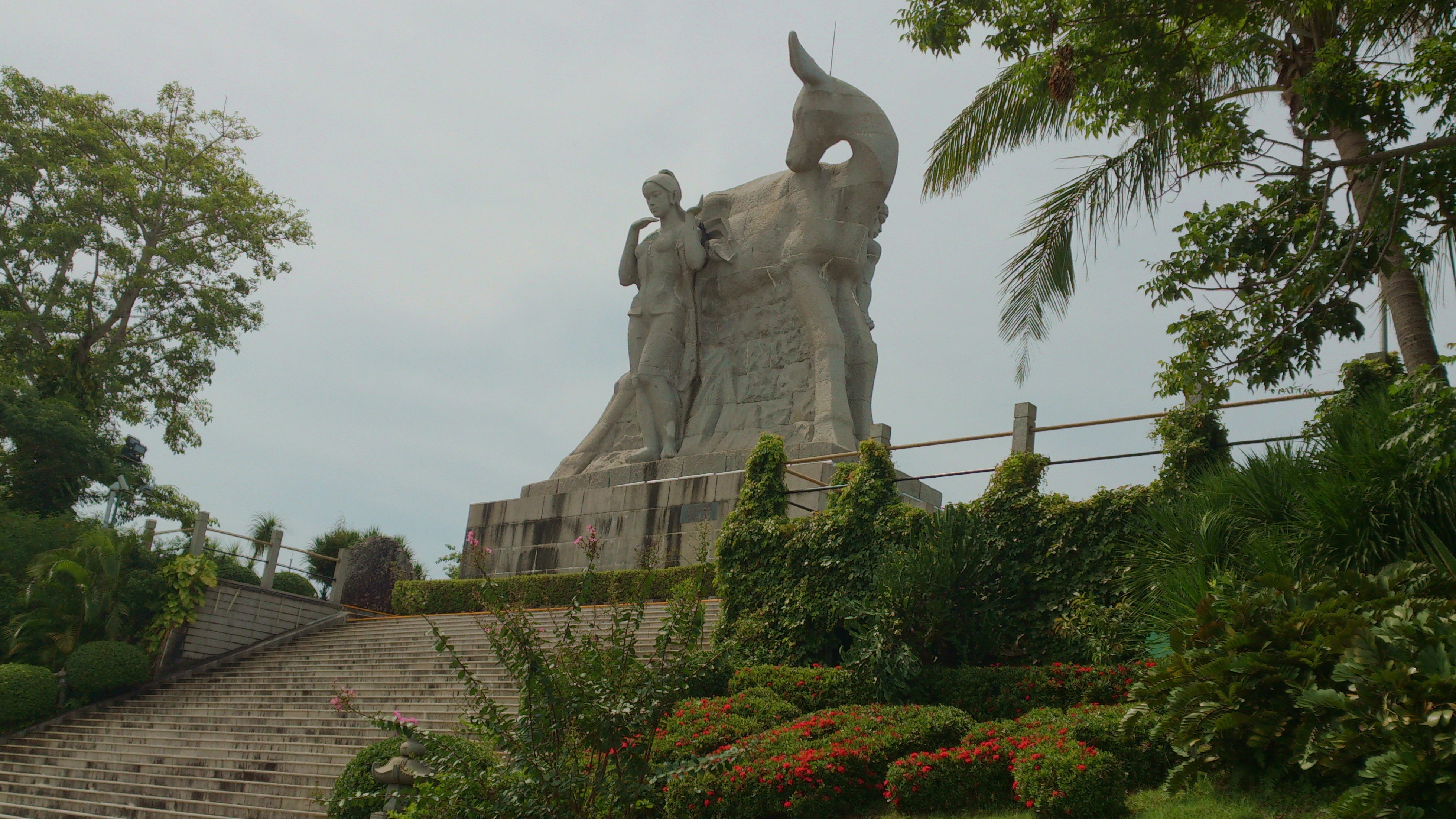
鹿回頭の彫刻

鹿回頭公園（ろくかいとうこうえん、中国語: 鹿回头公园）は、中華人民共和国海南省三亜市にある公園で、市の中心部の南、三亜川の対岸に位置し、海に突き出た高い丘にある。そこからは、北に三亜市中心部を、東に南支那海の海岸を見下ろし、南は茫洋たる南支那海を望める。山の頂上には高さ12メートルの石像が建てられており、若い狩人と鹿が美しい少女に変身する物語が描かれている。三亜市の別称が「鹿の町」（鹿城＝ルーチェン）というのは、この故事に由来する。
この物語とは、五指山に住むリー族（黎族）の伝説で、ある日若者が金の鹿を見つけたので狩りをして、遠くこの地まで追い詰め、この鹿が逃げ場をなくして振り向くと、若い美しい娘に代わっていて、彼は彼女と結婚して、子供を作り、ひとつの村を作ったという。この「鹿回頭」の伝説は雲南省の「阿詩瑪」、広西省の「劉三姉」と共に、中国少数民族の三大愛情伝説と呼ばれている。
「鹿回頭」の彫刻は、海南省の有名な彫刻家・画家の林毓豪（リン・ユハオ）の作品で、この古代のリー族の伝説に基づいて作成された。制作期間中、この作品に最適な場所を様々に探して、最終的にこの場所を選んだ。彼の他の作品には、南京市の雨花台烈士陵園の記念碑もある。

## 参照項目
- 海南省の観光